# Biblio
biblio（びぶりお/ビブリオ）は、東芝、および東芝モバイルコミュニケーション社（現・FCNT）によって開発された、auブランドを展開するKDDIおよび沖縄セルラー電話のCDMA 1X WIN（後のau 3G）対応携帯電話である。製造型番はTSY01（てぃーえすわい ぜろいち）。

## 概要
- 電子書籍閲覧を主目的としたフィーチャーフォン（音声通話用端末）で、2009年（平成21年）2月発売のドコモのSH-04Aと同じく横フルスライド型のQWERTY配列キーボードを搭載しており、長文メール作成などの文字入力に長けている。スマートフォンではなく、BREWを母体とした同キャリア独自のプラットフォームであるKCP+が搭載されており、EZWebの利用が可能である。
- 操作は横向きではQWERTYキーボードモード、縦向きではテンキーモードでそれぞれ行う。ちなみに本機のキーボードは、向きにより表示が切り替わるようになっており、キーボード用の文字表示用バックライトとしてLEDではなく有機ELが用いられている[1]。切り替えは、加速度センサーが用いられた電子的（自動的）に切り替わる日本初の方式が採用されている。P-01Aなどのような、テンキー内部のシートが機械的にスライドする方式ではない[1]。
- Wi-Fi WINを初搭載した機種であり、先行していたドコモのホームU対応機種N-06Aと同じく、自宅などでは無線LAN接続とすることでブロードバンド回線依存の高速接続が可能である。かつパケット定額（ダブル定額ライト、スーパーライト）の通信料（量）を最小に抑えることが可能である。
  - Wi-Fi接続を備えたN-06Aとの相違点として、ホームUでは基本的に契約したフレッツ回線と対応アクセスポイントとの組み合わせでなければ利用できない（フルブラウザは例外）のに対し、Wi-Fi WINはWi-Fi接続が可能であればアクセスポイントを問わない点、LISMO Videoなどの大容量コンテンツをストリーミングではなく直接ダウンロードできる点がある。また、公式にはアナウンスされていないがPCサイトビューアのAdobe FlashがYouTubeやニコニコ動画などのFlash動画再生に対応している。
- 本端末に搭載されているディスプレイのサイズは3.5インチであるが、ピクセル数は既存のフルワイドVGA液晶より横が96ドット長く、480×960ドットであり、au向け端末としては後発のIS01[注釈 5]と並ぶ最高解像度となる（2010年（平成22年）8月現在）。
- 端末本体の各寸法は幅56mm×長さ113mm×奥行17.4mm（最厚部18mm）とそれほど大きくはないものの、質量は164g[注釈 6] とスマートブック[注釈 7]を除く既存のau向け音声用端末としては現時点（2011年（平成23年）5月現在）において富士通東芝モバイルコミュニケーションズ製（TOSHIBAブランド）のREGZA Phone IS11T（TSI11）、同富士通東芝モバイルコミュニケーションズ製（同TOSHIBAブランド）のE31T、NECカシオ モバイルコミュニケーションズ製（CASIOブランド）のG'zOne TYPE-X（CAY01）カシオ日立モバイルコミュニケーションズ製（CASIOブランド）のE03CAに次いで重い[注釈 8]。
- 内蔵メモリーは、7GBである。これは、auブランドで発売されている携帯電話では容量が一番大きい（2010年8月現在）。外部メモリーには最大8GBのmicroSDHCメモリーカードと2GBまでのmicroSDメモリーカードが使用できる。なお16GB以上のmicroSDHCカードも非公式ながら利用できる場合もある。
- 2010年に発売されたbiblio leaf（SP02）（2012年（平成24年）7月現在既に販売終了）とは、電子書籍利用に特化（最適化）したbiblioブランドのコンセプトのみ踏襲しており、書籍データのフォーマットや料金体系などは大きく異なる。

## 沿革
- 2009年（平成21年）
  - 4月23日 - テュフ・ラインランド・ジャパンより設計認証 。
  - 5月25日 - KDDI、および東芝より公式発表。
  - 6月19日 - 関東地区を除く全国にて発売。
  - 6月20日 - 関東地区にて発売。
- 2010年（平成22年）5月 - 販売終了。
- 2014年（平成26年）6月30日 - Wi-Fi WINのサービス終了[2]。
- 2016年（平成28年）4月30日 - スマートフォンやタブレットの普及によるユーザーの減少に伴い、LISMO Book Storeのサービス終了。ただしダウンロード済みのコンテンツは、サービス終了後も利用できる[3]。
- 2018年（平成30年）3月31日 - EZアプリ（B）、およびグローバルパスポートCDMA等の各種サービス終了[4]。
- 2022年（令和4年）3月31日 - 同キャリアにおける3Gサービスの完全終了・停波により当機種は名実共に使用不可となる[5][6]。

## 主な機能・サービス
- 電子辞書（19冊の辞書および辞典が工場出荷時から収録されている）
- カチャブル
- フェイク着信

| LISMO! (着うたフル) (着うたフルプラス) (LISMOビデオクリップ) (LISMO Video) (LISMO Book) | EZケータイアレンジ (デコレ村ソーダほか)                          | バーコードリーダー&メーカー                                                      | PCサイトビューアー                                                                            |
| au BOX                                                                                  | ワイヤレスミュージック                                           | au Smart Sports Run & Walk Karada Manager ゴルフ フイットネス カロリーカウンター | EZナビウォーク                                                                                |
| EZ助手席ナビ                                                                            | 安心ナビ                                                         | 災害時ナビ                                                                       | ナカチェン                                                                                    |
| EZアプリ FullGame! Bluetooth対戦                                                        | EZアプリ(BREW)                                                   | オープンアプリプレイヤー                                                         | PCドキュメントビューアー                                                                      |
| アレンジメニュー                                                                        | au oneガジェット マルチプレイウィンドゥ クイックアクセスメニュー | じぶん銀行アプリ                                                                 | EZ FM                                                                                         |
| EZチャンネル EZチャンネルプラス EZニュースフラッシュ EZニュースEX                       | Bluetooth                                                        | Touch Message                                                                    | EZFeliCa                                                                                      |
| ケータイ de PCメール                                                                    | デコレーションメール                                             | デコレーションアニメ (ラブハピなど)                                              | au one メール                                                                                 |
| 緊急通報位置通知                                                                        | ワンセグ                                                         | グローバルパスポート (CDMA・GSM)                                                 | 赤外線通信 (IrDA) 無線LAN機能 (Wi-Fi WIN) auフェムトセル (別途、ケータイアップデートにて対応) |

## 不具合および改善、新機能の追加
2009年7月6日に以下の不具合の修正がケータイアップデートにより行われた。
- ケータイアレンジを設定した状態でEメール送信または受信を繰返すと、次の現象が発生する場合がある。
  - メールの本文、宛先、アドレス帳等が正しく表示されない。
  - 待受画面等が、設定した内容で正しく表示されない。
- 複数のアドレス帳データの削除処理時に、全て削除されない事象が発生する場合がある。
- EZニュースEX、EZニュースEX_おためし版で、一部のニュースデータが表示できなくなる場合がある。

2009年8月5日に以下の不具合の修正がケータイアップデートにより行われた。
- PCサイトビューアーにてサイトから画像データ保存中、同アプリを終了するとデータフォルダの残容量が減少する場合がある。
- エディタから電子辞書の意味検索実施中、クリアキーを押下すると電源がリセットする場合がある。
- Wi-Fi WINによるサイト接続に失敗する場合がある。

2009年9月3日に以下の不具合の修正がケータイアップデートにより行われた。
- 放送時間が連続する2つのテレビ番組の視聴予約やワンセグ録画予約ができない場合がある。
- Wi-Fi WIN待受状態で、Wi-Fi圏外に移動した場合、Eメール送受信等に失敗する場合がある。

2009年10月30日に以下の不具合の修正がケータイアップデートにより行われた。
- 特定のEZムービーをストリーミング再生すると、電源がリセットする場合がある。

2009年12月17日に以下の不具合の修正がケータイアップデートにより行われた。
- ケータイサイトの会員登録や登録済サイトへの接続がごくまれに正常に接続できない場合がある（ただし、本端末を新品(白ロム)で購入した場合は除く）。

2010年6月24日に以下の新機能の追加がケータイアップデートにより行われた。
- 宅内用小型基地局「auフェムトセル」に対応した。

2011年4月14日に以下の改善がケータイアップデートにより行われた。
- 従来以上にクリアな品質で通話可能となる新音声技術(EVRC-B)に対応。
- 基地局との通信を最適化し、通話品質を向上。
- 2012年5月に実施したWi-Fi WINの認証仕様の変更に対応。